# جرج هاردویک

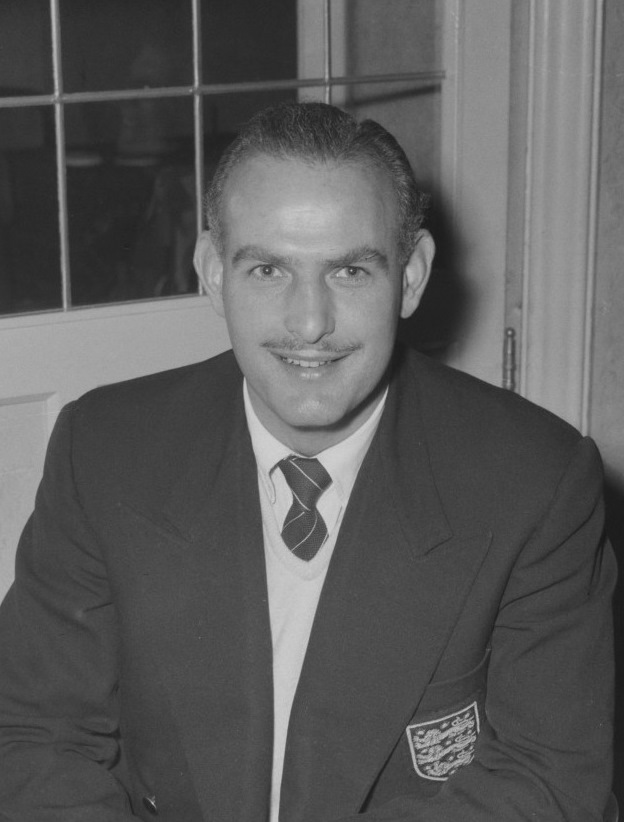
جرج هاردویک

جرج هاردویک (به انگلیسی: George Hardwick) بازیکن فوتبال زادهٔ ۲ فوریه ۱۹۲۰ اهل کشور انگلستان بود که سابقهٔ بازی در تیم ملی فوتبال انگلستان را در کارنامهٔ خود دارد. وی در تاریخ ۲۸ سپتامبر ۱۹۴۶ نخستین بازی ملی خود را در مقابل تیم ملی فوتبال ایرلند شمالی انجام داد و با حضور در ۱۳ بازی ملی، در تاریخ ۱۰ آوریل ۱۹۴۸ واپسین بازی ملی‌اش را در برابر تیم ملی فوتبال اسکاتلند برگزار کرد.